# Henri-Alexandre Danlos

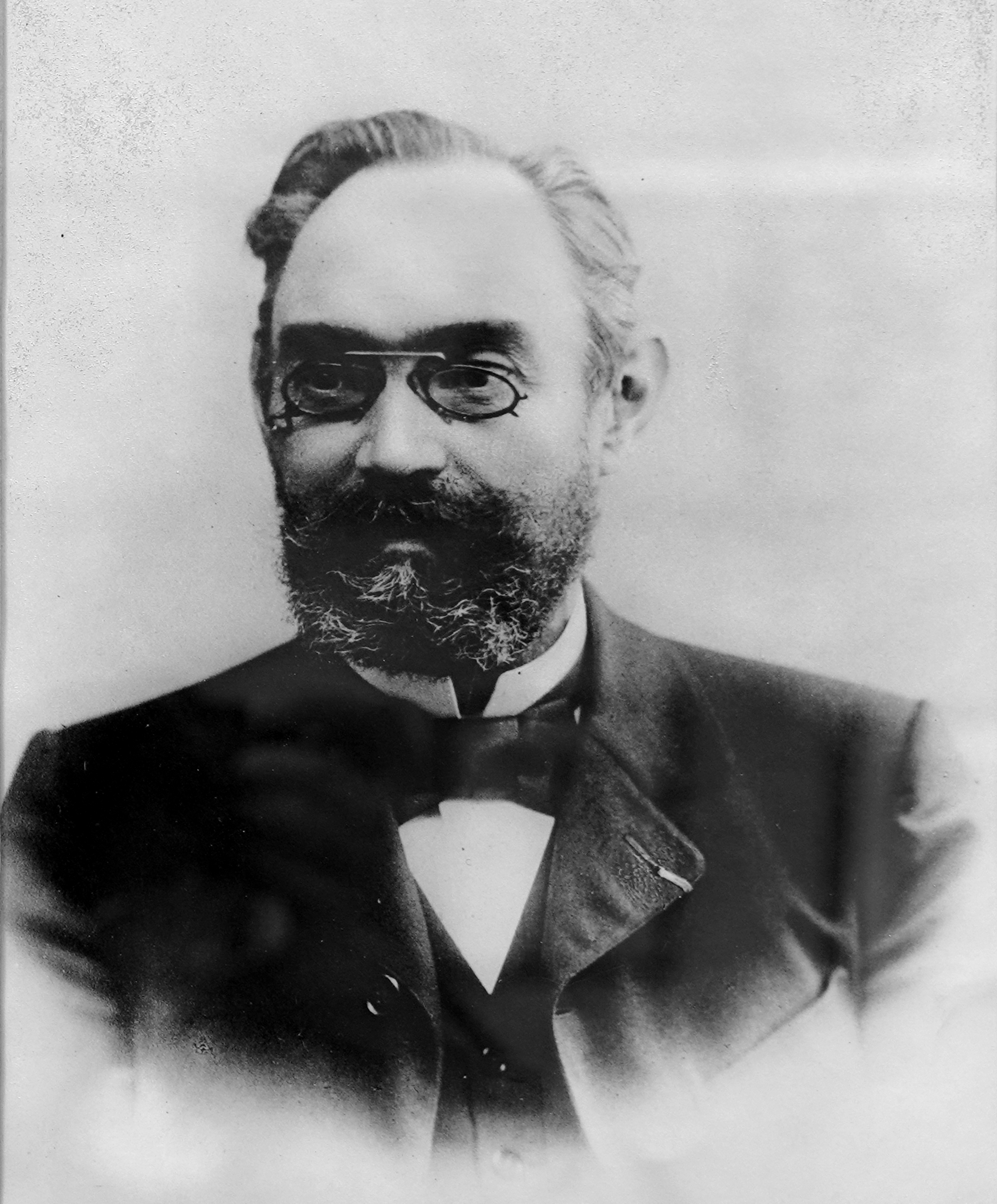
Henri-Alexandre Danlos

Henri-Alexandre Danlos (Parijs, 26 maart 1844 – Chatou, 12 september 1912) was een Franse arts en dermatoloog. Zijn naam is samen met die van de Deense dermatoloog Edvard Ehlers (1863-1937) verbonden aan een groep genetische afwijkingen van het bindweefsel, genaamd syndroom van Ehlers-Danlos (EDS).
Hij studeerde medicijnen in Parijs. In het begin van zijn carrière voerde hij onderzoek uit in het laboratorium van Charles-Adolphe Wurtz (1817-1884). Hij werd in 1881 benoemd tot médecin des hôpitaux en vier jaar later werd hij chef de service in het hôpital Tenon in Parijs. In 1895 ontving hij een beroep van het hôpital Saint-Louis.
Danlos was baanbrekend met het gebruik van radium bij de behandeling van Lupus erythematodes en in 1901 was hij samen met Eugène Bloch (1878-1944) de eerste die radium toepaste op tuberculose.